# Fack ju Göhte 3
Fack ju Göhte 3 (auch Final Fack) ist eine deutsche Filmkomödie des Regisseurs und Drehbuchautors Bora Dagtekin. Der Film ist eine Fortsetzung von Fack ju Göhte (2013) und Fack ju Göhte 2 (2015). Es ist der letzte Teil der Fack-ju-Göhte-Filmreihe.

## Handlung
Der Film setzt einige Zeit nach den Ereignissen von Fack ju Göhte 2 ein. Lisi hat Zeki mittlerweile verlassen und wohnt in England. Zeki hingegen ist immer noch Lehrer an der Goethe-Gesamtschule, dort versucht er, die Klasse 11b auf das anstehende Abitur vorzubereiten. Nachdem die Schüler jedoch bei einem Berufswahltest des Berufsinformationszentrums miserable Zukunftschancen prophezeit bekommen, sinkt ihre ohnehin nicht große Motivation auf den Nullpunkt. Zusätzlich werden bei einer Inspektion der Schule durch das Bundesministerium für Bildung und Forschung die dort herrschenden katastrophalen Zustände aufgedeckt. Der zuständige Sachbearbeiter Eckhart Badebrecht droht damit, die Schule zu schließen, sollten sich die Verhältnisse nicht bessern. Überprüft werden soll die Verbesserung in einem Leistungstest für die 11. Klasse – Zekis Klasse. Besonders Zeki will um jeden Preis dafür sorgen, dass der Leistungstest gut ausfällt, da Rektorin Gerster droht, ansonsten mit seiner Vergangenheit zur Polizei zu gehen.
Da ein Teil seiner Klasse noch immer wegen des BIZ-Besuchs völlig demotiviert ist und zu spät zum Unterricht erscheint, lässt Zeki seine Schützlinge mit Ortungschips versehen („chippen“). Außerdem bringt er Grundschüler dazu, ihre Berufswünsche mit den Namen seiner Schüler zu unterschreiben. Er teilt die Blätter aus und vermittelt seiner Klasse den Glauben, dass dies ihre Träume in der Grundschule gewesen seien. So wollte Chantal angeblich einmal Journalistin werden, Danger Architekt oder Zeynep Sängerin. Dies sorgt für einen Motivationsschub in der Klasse und alle Schüler versuchen, ihrem angeblichen Berufswunsch nachzugehen. Chantal wird Redakteurin bei der Schülerzeitung Klassenfurz, während Danger sich als Maler versucht und Zeynep dem Chor beitritt. Die Schüler erkennen den Schwindel und rächen sich mit einer wilden Protestaktion, außerdem müssen sie Zeki mit massiver Gewalt ein Beruhigungszäpfchen einführen, nachdem dieser versehentlich eine mit Crack vermischte Zigarette geraucht hat. Als die Direktorin im Klassenraum erscheint, lässt er sich immer noch unter Drogen- und Beruhigungsmitteleinfluss nach sentimentalen Worten über seine Eignung als Lehrer auf eine von ihr angebotene Lehrprobe ein, die er später besteht. Nach einer Ansprache Zekis verzeihen ihm seine Schüler den Schwindel mit den Berufswünschen. Die ganze Klasse versucht zudem mit größten Mühen auf den anstehenden Leistungstest zu lernen. Dabei schlagen sie sogar Zekis Angebot aus, die Lösungen für den Test, welche dieser im Vorfeld entwendet hatte, anzuschauen. Durch ihre Mühen bestehen alle Schüler den Leistungstest und werden somit auch gleichzeitig zum Abitur zugelassen.
Chantals Beziehung zu Ploppi droht zu scheitern, weil er nicht zur körperlichen Intimität mit ihr fähig ist. Er versucht es mit computergestützten Ganzkörpervibratoren, mit denen er erfolgreich Sex mit ihr simuliert, was jedoch durch einen Besuch von Ploppis Oma verdorben wird.
Ploppi beichtet Chantal schließlich, dass er bereits in ein anderes Mädchen namens Amrei verliebt ist und ihr auch einen Liebesbrief in Binärcode verfasst hat, den er ihr jedoch nie gab. Dies bringt Chantal dazu, Amrei aufzusuchen. Durch eine Verwechslung wird Chantal dabei von Amrei und ihrer Freundin für ein anderes Mädchen gehalten, mit dem sie eigentlich verabredet waren. Es stellt sich heraus, dass die Mädchen sich über ein Forum im Internet zum Selbstmord verabredet haben. Chantal, die dies jedoch nicht begreift, fährt in einem alten Wohnmobil mit den beiden an einen See, wo sie den Motor des Fahrzeugs starten und die Abgase in die Kabine leiten. Kurz bevor sie bewusstlos wird, schafft Chantal es noch, Ploppi über ihr Handy zu erreichen. Ploppi und der eilig eingeweihte Zeki schaffen es dank des Ortungschips von Chantal gerade noch rechtzeitig, die drei Mädchen zu retten. Der Fall wird groß in den Medien behandelt, Chantal schafft es jedoch, Amrei dazu zu überreden, nur im Klassenfurz über die Ereignisse zu berichten. So ist die Schülerzeitung plötzlich sehr gefragt und geht sogar einen Exklusivvertrag mit dem Spiegel ein. Auch Zeki macht mit seiner „chipping“-Methode Schlagzeilen, und die Goethe-Gesamtschule kann sich jetzt als progressive Eliteschule vor Anmeldungen kaum noch retten.
Ein Jahr später findet die Abschlussveranstaltung für Zekis Klasse statt. Alle Schüler haben das Abitur mehr oder weniger gut bestanden. In einem Voice-over von Chantal wird erklärt, dass diese nun als Journalistin bei der Cosmopolitan arbeitet, Danger an einer Kunsthochschule studiert, Laura ein Freiwilliges Soziales Jahr in Afrika macht, Danger verlassen und sich in einen Energiewirtschafts-Studenten aus Hannover verliebt hat, Burak Polizist wird und Zeynep bei einer Umweltschutzorganisation mit Seehunden arbeitet. Herr Müller unterrichtet derweil eine neue Klasse und hat weiterhin Kontakt zu seinen ehemaligen Schülern.

## Produktion

### Entwicklung
Im Januar 2017 gab Elyas M’Barek bei einer Veranstaltung des Produktionsunternehmens Constantin Film bekannt, dass eine Fortsetzung von Fack ju Göhte (2013) und Fack ju Göhte 2 (2015) zur Veröffentlichung am 26. Oktober 2017 geplant sei. Bora Dagtekin fungiere erneut als Regisseur und Drehbuchautor und auch die gesamte Besetzung der ersten Teile sei wieder mit dabei. In einer Pressemitteilung von Constantin Film wurde Fack ju Göhte 3 schließlich offiziell angekündigt und bestätigt, dass sowohl M’Barek, als auch Karoline Herfurth, Jella Haase, Max von der Groeben, Katja Riemann und Uschi Glas ihre Rollen aus den ersten Teilen wieder aufnehmen würden. Dagtekin sagte dabei: „Das Erfolgsgeheimnis von Fack Ju Göhte sind die Charaktere und daher freue ich mich riesig, dass der gesamte geniale Cast wieder dabei ist. Wir haben intensiv am Drehbuch gearbeitet, damit die Trilogie so endet, wie sie begonnen hat: mit viel Herz, politisch unkorrektem Spaß und einem augenzwinkernden Blick auf die Schulzeit.“ Herfurth teilte Ende April 2017 dann jedoch mit, dass sie bei Fack ju Göhte 3 nicht dabei sein könne. Die Gründe seien, dass sie ihr „nächstes Regieprojekt [vorbereite] und deswegen Zeit [brauche]“.

### Dreharbeiten
Die Dreharbeiten begannen im März 2017. Drehorte waren verschiedene Schulen in und um München. So wurden in der Turnhalle des Gymnasiums Kirchheim die ersten Szenen gedreht. Nach dieser Schule folgten mehrere Drehtage am Lise-Meitner-Gymnasium Unterhaching, an welchem bereits für die anderen Fack-ju-Göhte-Teile gedreht wurde. Auch am Werner-von-Siemens-Gymnasium in Neuperlach wurden einige Szenen gedreht. Auch der Schulchor der Balthasar-Neumann-Realschule hatte einen Auftritt. Ende Juli 2017 wurden die Dreharbeiten beendet.

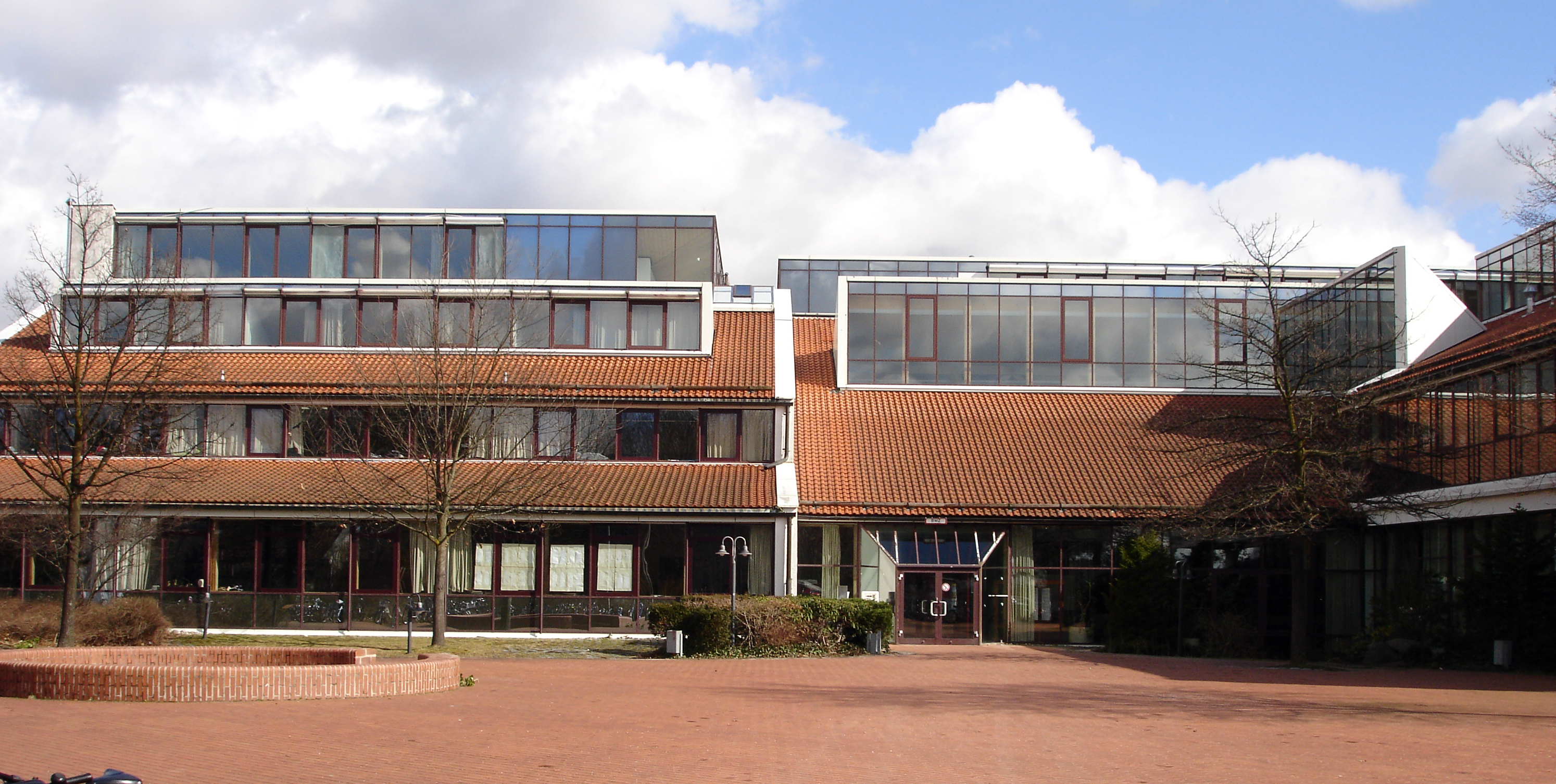
Gymnasium Kirchheim
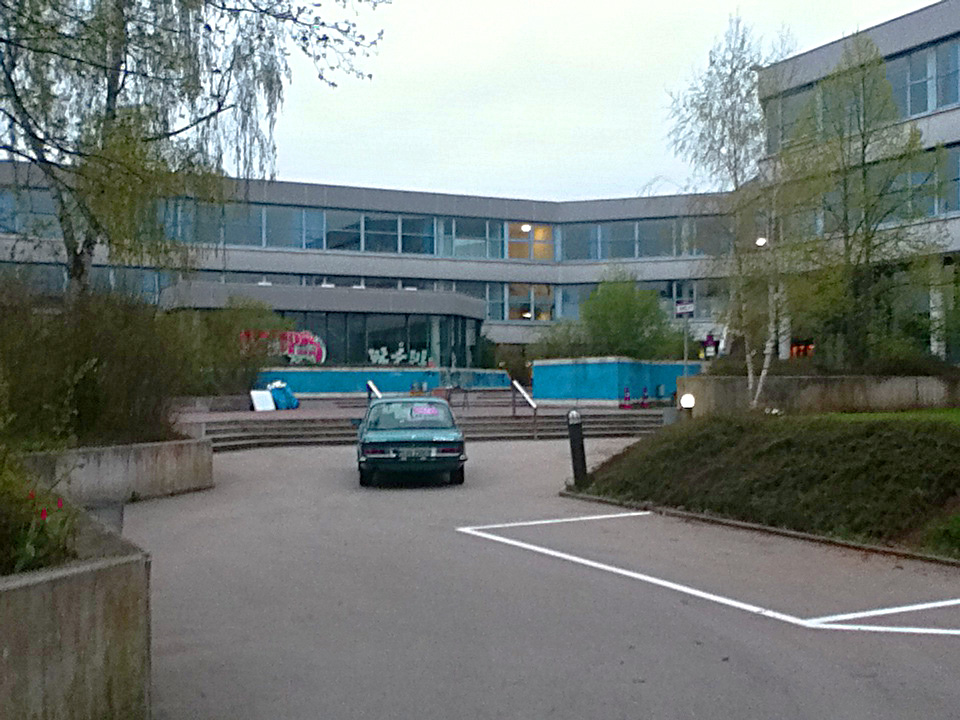
Lise-Meitner-Gymnasium Unterhaching
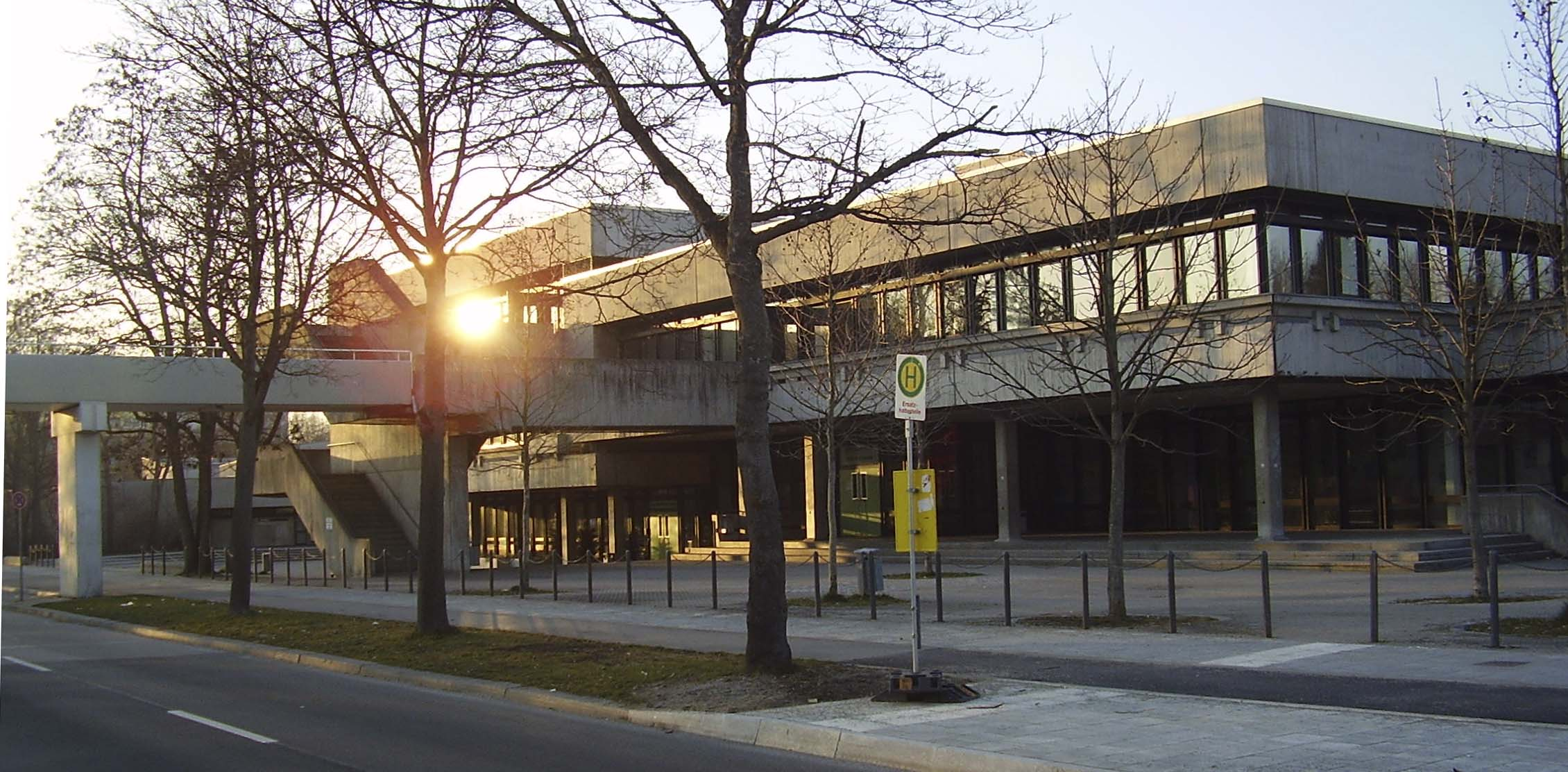
Werner-von-Siemens-Gymnasium

## Veröffentlichung
Der Film feierte am 22. Oktober 2017 Weltpremiere in München und kam am 26. Oktober 2017 in die Kinos.

## Rezeption

### Kritik
Der Film erhielt von Kritikern überwiegend schlechte Bewertungen.
Christoph Schröder von der ZEIT kritisierte vor allem die Handlung des Films und befand: „Teil drei von Fack ju Göhte verwandelt den zynischen Charme der Vorgänger in klebrige Sentimentalität.“
Markus Tschiedert von der Berliner Zeitung fragt sich in seiner Kritik zum Film, ob Fack ju Göhte 3 der „schlechteste Film aller Zeiten“ sei: „Mit über 15 Mio. Zuschauern sind die ersten beiden Teile von Fack ju Göhte so erfolgreich gewesen, dass Bora Dagtekin für den 3. Teil quasi Narrenfreiheit bekam und sich offenbar vornahm, den schlechtesten Film des Jahres zu drehen. Das konzeptlose Drehbuch lieferte er gleich selbst, seine Darsteller hielt er an, so schlecht wie nie zuvor zu spielen – nur Katja Riemann und Sandra Hüller will das nicht so ganz gelingen.“
Adrian Prechtel von der Abendzeitung München meinte in seinem Fazit: „Der Film [ist] ohne dramaturgischen Fluss und kommt – überraschenderweise – ohne Liebesgeschichte aus, obwohl „Fack ju, Göhte 3“ […] als „Final Fack“ angekündigt wird und sich Sandra Hüller als wirklich coole Neulehrerin angeboten hätte. […] Was also bleibt? Wenig. Denn es gibt keine Sprüche oder Neologismen, die so kult werden könnten wie „geisterkrank“ oder „Heul leise, Chantal!“ aus dem Ursprungsfilm. Und da, wo der Film Emotion oder sogar Sozialkritik wagt, geht es schief.“
Der Film enthalte „viel zu viele Szenen, in denen der Zuschauer sich vor Peinlichkeit im Kinosessel windet“, urteilte Julia Bähr in der Frankfurter Allgemeinen Woche. Sein Humor liege „irgendwo zwischen Herrenwitz und kindlicher Begeisterung für Körperfunktionen.“ Er ende „mit einer so platten und kitschigen Botschaft, dass nicht einmal die dümmsten Sexwitze davon ablenken können.“
Daniel Haas von der ZEIT hingegen nennt den Film einen guten Beitrag für die Bildungsdebatte und sieht in den drei Filmen zusammen ein Meisterwerk.

### Einspielergebnis
Fack ju Göhte 3 wurde am Startwochenende bundesweit von 1.725.872 Besuchern gesehen und schaffte es somit zum besten Kinostart des Jahres 2017, zum besten Oktober-Start überhaupt und nach (T)Raumschiff Surprise – Periode 1 (2004) und seinem Vorgänger Fack ju Göhte 2 (2015) zum drittbesten Startwochenende einer deutschen Produktion.
Nachdem das Trequel direkt nach der Kinostartwoche 3.958.421 Kinobesucher und ein Einspielergebnis von 37.743.255 Euro erreichte, schaffte er es zur zweitbesten Startwoche (nach Umsatz), übertraf seine Vorgänger und wurde mit einer Goldenen Leinwand und einem Box Office Germany Award in Gold ausgezeichnet.
Mitte November 2017 überschritt der Film die 5-Millionen-Besucher-Marke. Insgesamt verzeichnete der Film 6.135.490 Kinobesucher in Deutschland.

### Auszeichnungen
- 2017: Goldene Leinwand[24]
- 2017: Box Office Germany Award in Platin[25]
- 2018: Bayerischer Filmpreis 2017 in der Kategorie Publikumspreis
- 2018: Nickelodeon Kids’ Choice Awards in der Kategorie Lieblings-Cast
- 2018: Jupiter Award in der Kategorie Bester Film national
- 2018: Deutscher Filmpreis 2018 in der Kategorie Besucherstärkster Deutscher Film des Jahres

## Sonstiges
In der Komödie sind damalige Spieler des FC Bayern München (David Alaba, Mats Hummels und Joshua Kimmich) als Statisten zu sehen.
Des Weiteren hat der Rapper Farid Bang einen Cameo-Auftritt als Türsteher.